# کوین گرنت
کوین گرنت (انگلیسی: Kevin Grant؛ زادهٔ ۲۵ ژوئیهٔ ۱۹۵۲) بازیکن و مربی فوتبال اهل کانادا بود.
وی همچنین در تیم‌های ملی فوتبال زیر ۲۳ سال کانادا و کانادا بازی کرده‌است.